# حياة بوخريص
حياة بوخريص  من مواليد (???) في مدينة مكناس بالمغرب هي موسيقية ومنشدة طرب ثراتي مغربي في فن السماع والمديح النبوي ومنذ 1991 أستاذة بالمعهد الوطني للموسيقى بمكناس في مادتي (الموسيقى الأندلسية المغربية وفن الملحون) تميزت بإتقانها المميز للعديد من الألوان التراثية المغاربية من الموسيقى الأندلسية، الملحون ، الغرناطي ، الحوزي جزائري والقطع الشعبية الشمالية المستلهمة من مقامات الموسيقى الاندلسية.

## أعمالها
من أغاني الفنّانة حياة بوخريص:
- هاض لوحش عليا
- انتا لعزيز يا محمد
- لبراقية
- يا من ملكني عبدا
- توسل لسيدي قدور لعلمي
- لهفي عن ما مضا
- الزاهوية
- النار لحمرا
- ريم متني شغفت بها
- جيد المهرة
- زاوكنا فحماك
- سعدي ريت لبارح
- المجتث

## حفلات ومهرجانات

### مهرجانات وطنية بالمغرب
- مهرجان الاندلسيات بشفشاون[4]
- مهرجان الطرب الغرناطي وجدة
- مهرجان الرباط
- ملتقى سجلماسة لفن الملحون الراشيدية
- مهرجان الملحون فاس
- مهرجان الموسيقى الروحية فاس
- مهرجان الموسيقى العتيقة فاس
- مهرجان الأندلسيات الأطلسية بالصويرة [5]
- مهرجان وليلي الدولي[6]
- مهرجان ملحونيات أزمور [7]

### مهرجانات دولية
قامت حياة بعدة جولات فنية في مختلف دول العالم.
- مصر
- اليمن
- سوريا
- ليبيا
- البحرين
- قطر
- تونس
- الجزائر
- عُمان
- كازاخستان
- كندا
- فرنسا
- إسبانيا
- هولندا
- الولايات المتحدة
- سويسرا
- روسيا
- بلجيكا

## جوائز وأوسمة
- 1990 : احسن صوت بمهرجان شفشاون.
- 1990 : الجائزة الأولى في الموسيقى الاندلسية.
- 2007 : الجائزة الشرفية لطرب الملحون.
- ميدالية تقديرية من مدينة بورغ امبريس –  فرنسا.
- ميدالية تقديرية من مدينة بورغوان جاليو –  فرنسا.
- شهادة تقديرية من دار الأوبرا المصرية –  مصر.
- جائزة تقديرية من مدينة ألماتي –  كازاخستان.
- شواهد تقديرية من مهرجان فاس لفن الملحون –  المغرب.
- شهادة تقدير مهرجان الطرب الغرناطي  المغرب.
- ميدالية اعتراف من دولة  قطر (مهرجان الاغنية المغربية بالدوحة)
- 2013 : جائزة أفضل مطربة ميديتيل موروكو ميوزك أوارد.